# Sphaericus bicolor
Sphaericus bicolor is een keversoort uit de familie klopkevers (Ptinidae). De wetenschappelijke naam van de soort werd in 1982 gepubliceerd door Xavier Bellés.